# Velsen
Velsen este o comună și o localitate în provincia Olanda de Nord, Țările de Jos. 

## Localități componente
Velsen, Driehuis, IJmuiden, Santpoort-Noord, Santpoort-Zuid, Velserbroek, Oosterbroek, Buitenhuizen.